# Marco Perpenna Ventón
Marco Perpenna Ventón (en latín, Marcus Perpenna Vento; c. 122-Osca, 72 a. C.) fue un político y militar romano del siglo I a. C., líder de los populares y amigo de Cayo Mario.[cita requerida] Pretor en 82 a. C., fue expulsado de Sicilia por Pompeyo Magno al término de la primera guerra civil y proscrito por el triunfante Sila. Participó en el fallido golpe de Estado de Marco Emilio Lépido, viéndose obligado a refugiarse en Hispania. Luchó en las Guerras Sertorianas y asesinó a Sertorio, con el que tenía malas relaciones, sólo para ser derrotado y muerto a su vez a los pocos meses por Pompeyo.

## Vida
Probable hijo de Marco Perpenna, pretor y gobernador de Sicilia, en 82 a. C., fue expulsado por Pompeyo Magno. Proscrito por Sila, vivió oculto durante la dictadura de éste, probablemente en Liguria. Volvió a la vida política tras la muerte de Sila, en 78 a. C., coincidiendo con el nombramiento como cónsul de Marco Emilio Lépido, del que fue mano derecha. Tras la derrota y muerte de Lépido, Perpenna reunió a sus partidarios y su tesoro y pasó a Hispania para luchar contra Metelo Pío, al parecer manteniéndose al margen de Sertorio, que hacía lo propio con considerable éxito. Sin embargo, sus soldados no confiaban en él y cuando Pompeyo cruzó los Pirineos le exigieron que se uniera a Sertorio, a lo cual tuvo que avenirse so pena de ser entregado a Pompeyo. Perpenna, que vio en todo el asunto una humillación personal, se convirtió en lugarteniente de Sertorio, aunque no parece que destacara en la lucha contra los silanos. 
Llevado por su ambición, en 72 a. C. participó en una conjura de diez oficiales contra Sertorio, que fue asesinado durante un banquete en su capital de Osca. Perpenna asumió el mando supremo del ejército, como sucesor de Sertorio, pero las tribus íberas aliadas lo abandonaron. Al carecer del talento militar de su predecesor, el mismo año fue derrotado en combate por Cneo Pompeyo Magno y hecho prisionero. Para salvar la vida trató de ofrecer a Pompeyo la correspondencia y los papeles de Sertorio, que implicaban en sus manejos a importantes personajes públicos. Pompeyo los aceptó, pero prefirió quemarlos, para evitar repetir las proscripciones silanas y la posibilidad de una nueva guerra civil, y ordenó ejecutar a Perpenna y a sus cómplices en la muerte de Sertorio.